# El Gato del Río
Az El Gato del Río (spanyol nevének jelentése: a folyó macskája) a kolumbiai Cali egyik jellegzetes modern szobra, a turisták kedvelt célpontja. A macskát ábrázoló, bronzból öntött alkotás, amely Hernando Tejada műve, 3,5 méter magas, 3,4 méter széles és 1,95 méter vastag, tömege mintegy 3 tonna.

## Története
Amikor az 1990-es években elhatározták a Cali folyó partjainak rendbetételét és vonzóbbá tételét, megszületett az az ötlet is, hogy valamilyen nagy méretű szobrot kellene a folyó partján elhelyezni. Az alkotó ekkor öntette ki Bogotában a hatalmas macskaszobrot, ami akkora volt, hogy ahhoz, hogy el tudják szállítani, le kellett bontani az öntőműhely tetőszerkezetét. Az ünnepélyes felavatásra 1996. július 3-án került sor, a folyópartnak egy olyan szakaszán, ami a művész El Peñón városrészben található háza és Normandía városrészben található műhelye között található.
2006-ban a Cali Kereskedelmi Kamara elhatározta, hogy megszüntetik a macska „magányát”, és felállítanak tizenöt darab, nőstény macskát ábrázoló szobrot a környéken. Ezek lettek az úgynevezett Las Novias del Gato, azaz „a Macska menyasszonyai”, számuk később jóval meghaladta a 15-öt, és ma már a város számos pontján találkozhatunk velük.

## Képek

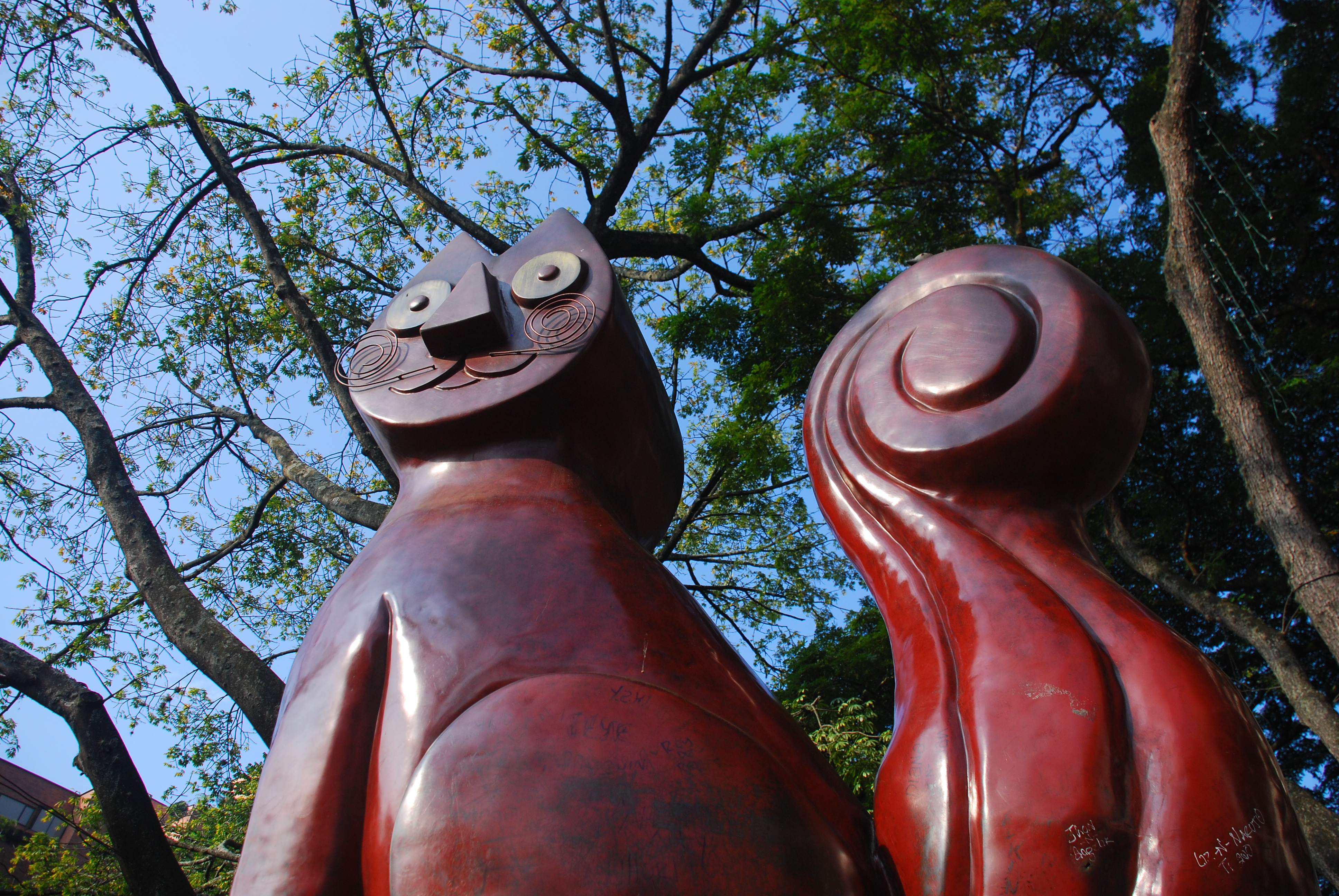
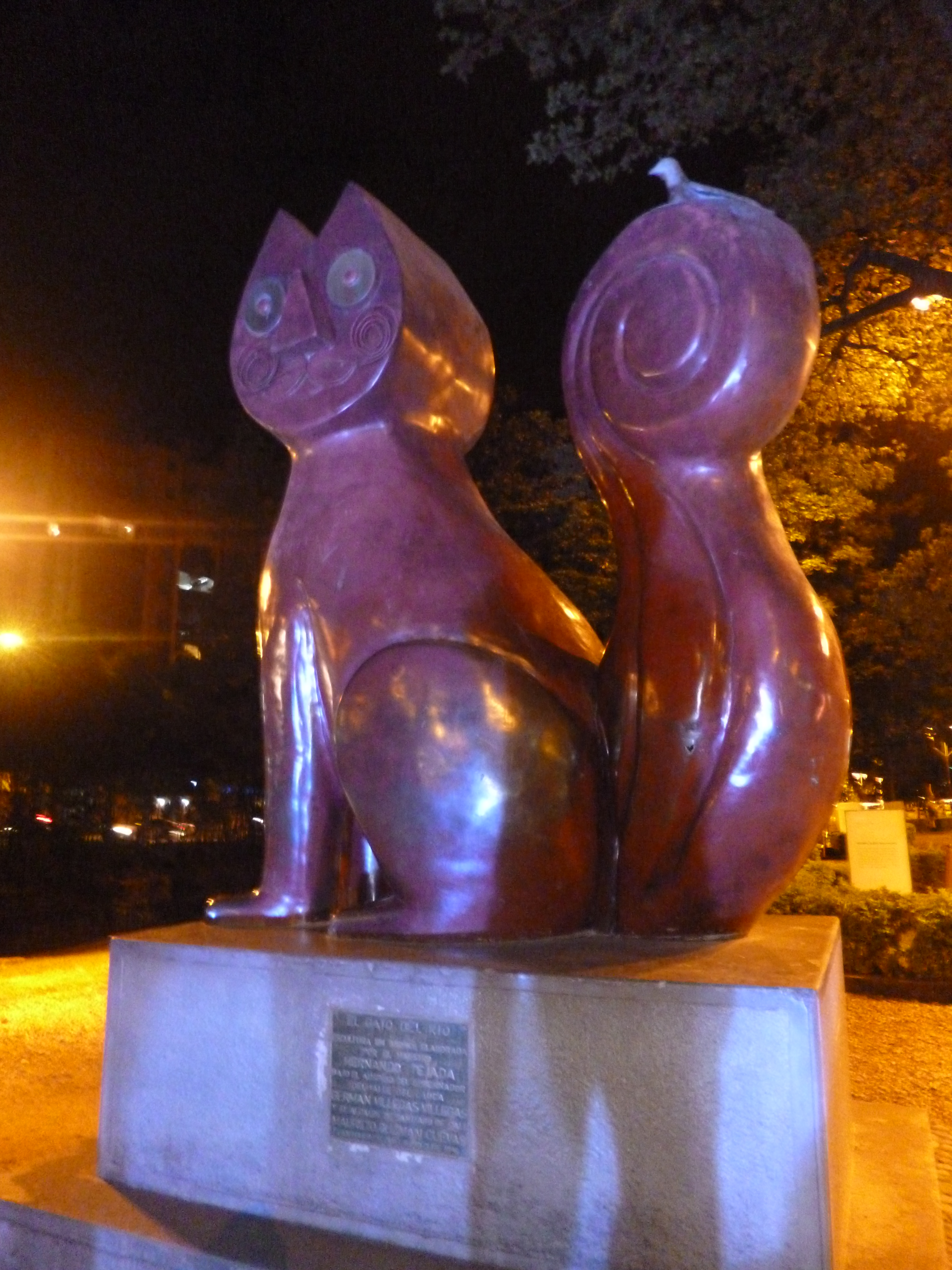
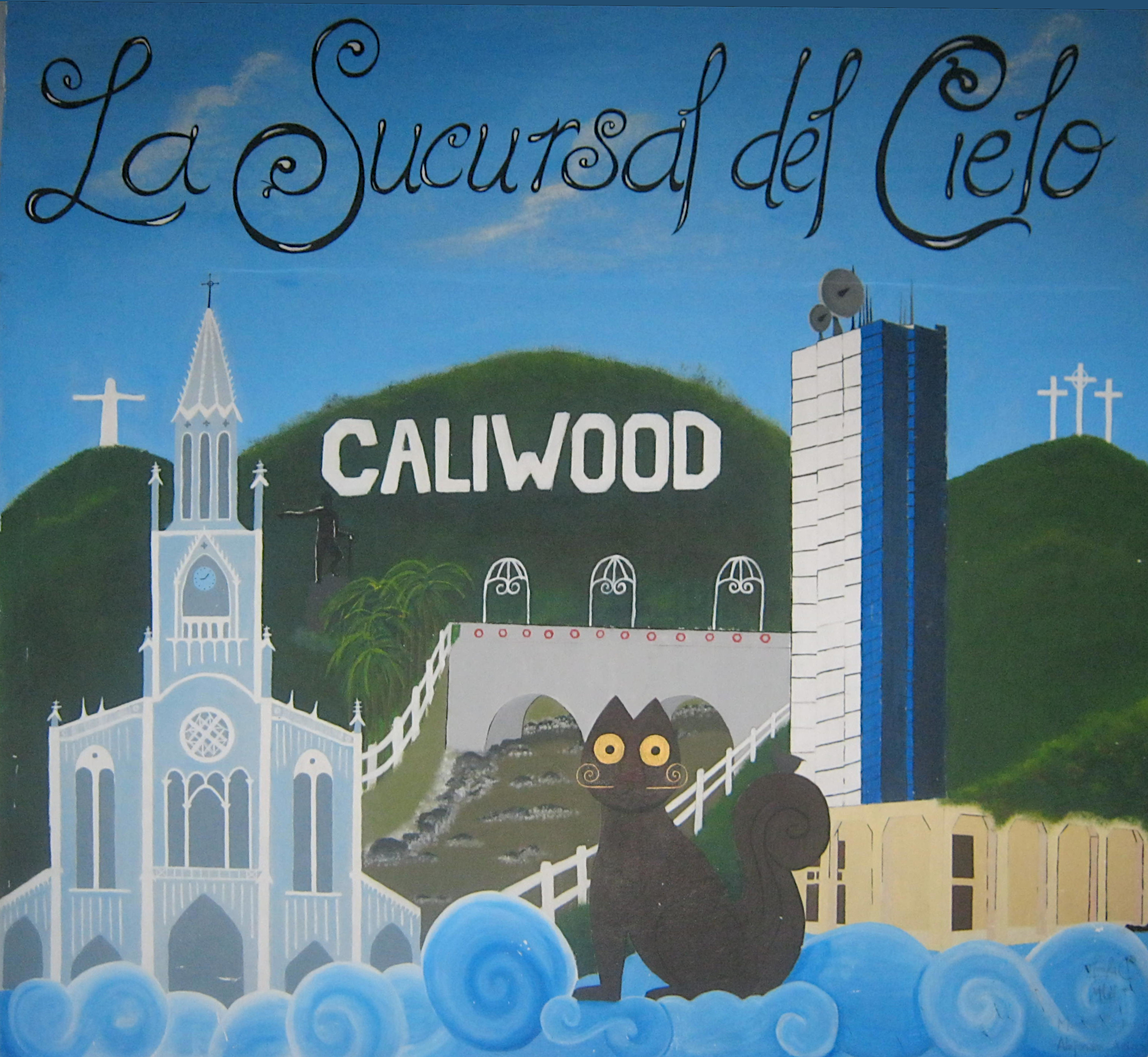
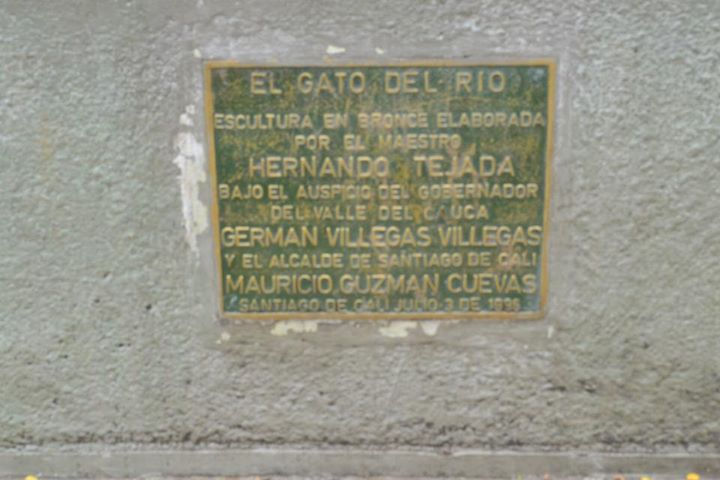